# Гиланенц, Петрос ди Саргис
Петрос ди Саргис Гиланенц (Пётр Гиланский, Пётр Сергеев; арм. Պետրոս դի Սարգիս Գիլանենց; ?, Новая Джульфа — 1724, Решт) — армянский коммерсант, меценат; деятель национально-осободительного движения.

## Биография
Занимался коммерческой деятельностью в России, странах Ближнего и Среднего Востока, в Западной Европе; часть средств отдавал делу освобождения Армении от иноземного ига.
В 1716 г. помог Гукасу Ванандеци организовать в Амстердаме типографию по изданию книг на армянском языке.
Во время персидского похода русской армии финансировал формирование в Астрахани первого армянского кавалерийского отряда и возглавил его. В составе русских войск с июля 1722 г. отряд находился в походе, 23 августа 1722 г. вошёл в Дербент. В 1723 г. у города Решт Петрос Гиланенц возглавил эскадрон, образовавшийся при объединении с отрядами Айваза Абрамова и Мхитара Ахиджаненци.
Погиб в сражении при штурме Решта.

## Сочинения
В 1722—1723 годах вёл дневник о взятии афганцами Исфахана, на джульфинском диалекте армянского языка. Содержание в русском переводе (Петрос Гиланенц владел русским, а также рядом европейских языков) передавал в Астрахань брагидиру Левашеву; подлинник был доставлен в Астрахань вардапету Минасу, архиепископу живших в России армян. Впервые издан в 1863 году Г. Ахвердяном.
- Петрос ди Саргис. Дневник осады Испагани афганами, веденный Петросом ди Саргис Гиланенц, в 1722 и 1723 годах : Материалы для истории Персии / Пер. [с арм., предисл.] и объясн. К. Патканова. — СПб.: тип. Имп. Акад. наук, 1870. — 32+57 с. — (Прил. № 3 к Зап. Акад. наук. — 1870. — Т. 17, кн. 2).[4]